# مایکل پرسینگر
مایکل پرسینگر (انگلیسی: Michael Persinger؛ ۲۶ ژوئن ۱۹۴۵ – ۱۴ اوت ۲۰۱۸) استاد روان‌شناسی آمریکایی-کانادایی در دانشگاه لورنشن بود. یکی از مشهورترین فرضیه‌های پرسینگر به نقش مهم لوب گیجگاهی مغز انسان در تجربیات عرفانی می‌پردازد.
موضوعات اصلی تحقیقات پرسینگر شامل اثرات میدان الکترومغناطیسی بر موجودات بیولوژیکی، صرع، عملکرد لوب گیجگاهی، خواص بیوفوتون‌ها، کیهان‌شناسی فیزیکی و آزمایش کمی مواردی که پرسینگر آن‌ها را «پدیده‌های کم احتمال» می‌نامید مانند سفر در زمان، جهان‌های موازی و فرضیه شبیه‌سازی جهان بودند.

## زندگی و تحصیلات
مایکل پرسینگر از سال ۱۹۶۳ تا ۱۹۶۴ در کالج کارول به تحصیل پرداخت و در سال ۱۹۶۷ از دانشگاه ویسکانسین-مدیسن فارغ‌التحصیل شد. او در سال ۱۹۶۹ مدرک کارشناسی ارشدش در رشته روان‌شناسی فیزیولوژیک را از دانشگاه تنسی و در سال ۱۹۷۱ مدرک پی‌اچ‌دی خود را از دانشگاه منیتوبا گرفت.

## کارهای تحقیقاتی و دانشگاهی
تحقیقات پرسینگر بر اشتراکات بین علوم متمرکز است و هدف آن ادغام مفاهیم اساسی رشته‌های مختلف علم است. پرسینگر برنامه علوم اعصاب رفتاری را در دانشگاه لورنشن در شهر سادبری استان انتاریو کانادا سازماندهی کرد که شیمی، زیست‌شناسی و روان‌شناسی را ادغام می‌کرد.

## مرگ
مایکل پرسینگر در ۱۴ آگوست ۲۰۱۸ در سن ۷۳ سالگی درگذشت.